# Shillelagh
Lo shillelagh è un manufatto tipico della cultura irlandese, storicamente utilizzato sia come bastone da passeggio sia come mazza per la difesa personale dal gentiluomo della "Verde Isola". Il nome è la corruzione anglofona del nome originale gaelico, "sail éille", della località di Shillelagh, nella Contea di Wicklow.
Negli Stati Uniti d'America, lo shillelagh è considerato come uno status symbol per l'americano di origini irlandesi.

## Storia
Lo shillelagh usato, in principio, come arma da duello per risolvere contese tra gentiluomini. Celebre è, appunto, il riferimento rinvenibile in Arthur McBride, nota ballata irlandese dell'Ottocento, nel testo della quale lo shillelagh figura come arma di difesa personale per due irlandesi venuti alle mani con dei soldati britannici addetti al reclutamento armati di spada.
Si suppone che la pratica di quest'arma sia la naturale evoluzione della tradizione marziale irlandese medievale d'uso della lancia e della scure.

## Descrizione
Lo shillelagh, di solito, è realizzato in legno di Prunus spinosa o quercia. Si predilige il ricorso alle radici perché più elastiche e meno soggette a frattura se sottoposte a pressione. Il ciocco di legno selezionato viene unto con lardo o grasso e posto ad affumicare di modo che assuma la tipica forma ricurva.